# Мішель Бютор
Мішель Бютор (фр. Michel Butor; 14 вересня 1926, Мон-ан-Барель, Нор, Франція — 24 серпня 2016, Контамін-сюр-Арв, Верхня Савоя, Франція) — французький письменник, представник нового роману.

## Біографія
Вивчав філософію в Сорбонні (закінчив в 1947 р.). Викладав французьку мову в Єгипті, Манчестері, Салоніках. Обіймав посаду викладача філософії в Женевській міжнародній школі. Потім працював викладачем літературознавства спершу у США, а згодом в університеті Ніцци й нарешті в Женевському університеті, де він працював до 1991 року, коли вийшов на пенсію. Співпрацює з бельгійським композитором Анрі Пуссером.

## Творчість
Бютор відомий широкому загалу як автор роману «Модифікація», що був написаний цілковито від другої особи множини («ви»). Та образ письменника-романіста не зовсім пасує до Бютора, адже останній свій роман він написав у 1962 році, займаючись відтоді численними літературними експериментами.
Так, наприклад, книжці «Мотив» (Mobile) він пропонує колосальний колаж сучасного світу, у творі поєднуються фрагменти з американських енциклопедій, описи автомобілів, журнальні статті тощо.
Журналісти та критики асоціюють його твори з новим романом, але сам Бютор завжди заперечував свою приналежність до цієї течії.
Автор величезної кількості поетичних книг, збірників есе, багато з яких присвячені художникам (Мондріан, Джакометті, Вієйра да Сілва, Алешинський та інших.). Оригінальні видання Бютора останніх років доволі дорогі, виходять здебільшого дуже малими накладами, експериментальність текстів поєднується в них з вишуканими ілюстраціями іменитих художників.

## Твори (найважливіші публікації)

### Романи
- Passage de Milan (1954)
- L'Emploi du temps (1956)
- La Modification (1957)
- Degrés (1960)

### Поезія
- Hoirie-Voirie, illustré par Pierre Alechinsky, édition hors commerce Olivetti, 1970
- Travaux d'approche, Poésie-Gallimard, (1972)
- Envois, Le chemin, Gallimard, (1980)
- Exprès, Le chemin, Gallimard, (1983)
- Le fil à quoi tient notre vie, illustré par Joël Leick, Æncrages & Co, (1996)
- Victor Hugo écartelé, illustré par Jiri Kolar, Æncrages & Co, (1988)
- Don Juan
- Zoo

### Експериментальні тексти
- Mobile : étude pour une représentation des États-Unis (1962)
- Réseau aérien (1962)
- Portrait de l'artiste en jeune singe (1967)
- Le Génie du lieu : серія з 5 публікацій Le Génie du lieu (1958), Ou (1971), Boomerang (1978), Transit (1992) et Gyroscope (1996)
- Matière de rêves : série de cinq ouvrages (1975–1985)

### Есе
- Répertoire [I à V] (1960–1982)
- Retour du boomerang (1988)
- Improvisations sur Flaubert (1989)
- Improvisations sur Rimbaud (1989)
- L'utilité poétique (1995)
- Improvisations sur Balzac. Три томи: ISBN 2-7291-1222-7 ISBN 2-7291-1221-9 ISBN 2-7291-1220-0, éditions La Différence 1998
- Petite histoire de la littérature française : 1 книжка + 6 CD + 1 DVD ISBN 978-2-35536-005-3, éditions CarnetsNord 2008

### Тексти, присвячені живопису
- Description de San Marco (1963)
- Les mots dans la peinture (1969)
- Illustrations [I à IV]: série de quatre ouvrages (1964—1976)
- Hérold (1964)
- Notes autour de Mondrian in Tout l’œuvre peint de Piet Mondrian (1976)
- Vanité (1980)
- Envois (1980)
- La verge (1981)
- Express (Envois 2)(1982)
- Vieira Da Silva (1983)
- Avant-goût [I à IV](1984—1992)
- Diego Giacometti (1985)
- L’œil de Prague. Dialogue avec Charles Baudelaire autour des travaux de Jiři Kolář (1986)
- Le rêve de Paul Delvaux in Delvaux. Catalogue de l’œuvre peint(1975)
- Dialogue avec Eugène Delacroix sur l'entrée des Croisés à Constantinople(1991)
- Les mosquées de New York ou l'art de Mark Rotko in Mark Rotko (1999)
- Dialogue avec Rembrandt Van Rijn sur Samson et Dalila (2005)

Тексти й інтерв'ю за участю Мішеля Сікара фр. Michel Sicard :
- Dotremont et ses écrivures. Entretien sur les logogrammes(1978)
- Ania Staritsky. Matières et talismans (1978)
- Problèmes de l'art contemporain à partir des travaux d'Henri Maccheroni (1983)
- Pierre Alechinsky. Frontières et bordures (1984)
- Alechinsky (1984)
- Pierre Alechinsky. ABC de Correspondance (1986)
- Post-face au Traité des excitants modernes d'Honoré de Balzac, illustré par Pierre Alechinsky , 1989
- Pierre Alechinsky. Travaux d'impression (1992)

## Премії
- 1956 : Prix Fénéon за роман L'Emploi du temps
- 1957 : Prix Renaudot за роман La Modification
- 1960 : Prix de la Critique Littéraire pour Répertoire
- 1998 : Grand Prix du romantisme Chateaubriand за Improvisations sur Balzac
- 2006 : Prix Mallarmé за Seize Lustres
- 2007 : Grand Prix des Poètes de la SACEM

## Мішель Бютор в Україні
Мішель Бютор про Київ:
|                              | Дерева, вулиці, які ведуть в гору, місто, накрите зеленим плащем дерев, де поряд із спорудами сивої давнини — прекрасні сучасні будинки, велика ріка (у нас, у Франції, такої великої ріки немає), безмежні простори (у нас немає таких просторів) і на додаток до цього теплота людських сердець — все це я повезу в своєму серці на спогад про незабутню подорож до чудового столичного українського міста. |
| — Всесвіт, 1967, № 12, с. 39 | |

Українською мовою опубліковано оповідання Мішеля Бютора «Вагання Психеї» («Всесвіт», 1984, № 2, перекладач Маркіян Якубяк) і роман «Переміна» (Київ: Пульсари, 2003, перекладачка Ганна Малець).
Творчість Бютора розглядали в своїх літературознавчих працях Дмитро Затонський, Леонід Єремєєв, Ірина Смущинська та інші українські літературознавці.